# Francesco Totti
Francesco Totti (Roma, 27 de setembro de 1976) é um ex-futebolista italiano que atuava como meia e como segundo atacante.
Totti sempre foi uma pessoa apaixonada pelo time Associazione Sportiva Roma, sempre indo aos jogos quando pequeno e sempre indo aos jogos, na curva sud onde os ultras do time permaneciam.
Passou toda sua vida na capital italiana, onde estudou e se formou, onde também teve seus fillhos e passou por um casamento com sua ex mulher Ilary Blasi, apresentadora de TV italiana.
Foi campeão do mundo em 2006 pela Itália. No curso de sua carreira profissional, sempre jogou pelo Roma, equipe da qual também era capitão e camisa dez. Pela Roma, é o maior artilheiro e que mais atuou 786 jogos, com a camisa do clube de (1992 a 2017) por 25 anos.
Em 2004 foi incluído no FIFA 100, uma lista de 125 grandes jogadores vivos, selecionada por Pelé e pela FIFA em ocasião das celebrações do centenário da federação. Foi eleito também por cinco vezes (recorde) melhor jogador italiano pela Associação Italiana de Jogadores, e considerado o melhor jogador italiano de todos os tempos.
Está atualmente em segundo lugar na classificação de maiores artilheiros da história Serie A. Em 21 de janeiro de 2012, superando o record de Gunnar Nordahl de 221 gols, tornou-se o jogador que mais marcou na Serie A por um único time.
Em janeiro de 2012, depois de uma eleição promovida pela  International Federation of Football History & Statistics (IFFHS), Totti foi eleito o jogador mais popular da Europa, superando atletas como Alessandro Del Piero e Cristiano Ronaldo. No dia 30 de setembro de 2014, tornou-se no futebolista mais velho a marcar um gol na Liga dos Campeões ao fazer o empate da AS Roma no terreno do Manchester City. O jogo acabou 1-1.

## Infância
Francesco Totti, grande ídolo da torcida da Roma, vive na capital italiana desde o dia 27 de setembro de 1976, quando veio ao mundo. Com nove meses de idade, já caminhava e sabia chutar uma bola. Paixão à primeira vista. "Mas ele nunca quebrou nada em casa", conta a mãe Fiorella. O garoto sabia como controlar sua melhor amiga.
Aos cinco anos, Francesco foi acompanhar um torneio entre equipes infantis na praia. O pai, Enzo, pediu a um dos times que deixasse o menino jogar por alguns minutos, apenas para se divertir. Francesco era magro e baixo para a idade. A insistência do pai deu resultado, e em poucos minutos o pequeno Totti marcou dois gols. Depois, não quiseram deixá-lo sair. Ficou para os dois jogos seguintes.
A primeira equipe foi a Fortitudo, descendente de um dos clubes fundadores da Roma em 1927. Talvez um sinal do destino. Totti tinha apenas sete anos e já estava acostumado a ser o menor e o melhor do time. O uniforme sempre ficava largo. Aos 8, defendeu a Smit Trastevere, tradicional equipe amadora da capital.
Totti jogava no meio-campo. Habilidoso, driblador e técnico, mostrava ter uma visão de jogo incomum para a idade. No ano seguinte, foi convidado a jogar na Lodigiani, equipe séria e com tradição na formação de atletas. Foi lá que obteve seu primeiro registro como jogador de futebol.
No tempo livre, não se importava com os passatempos comuns às outras crianças. Ficava no quarto e assistia futebol. Qualquer partida, fosse de times italianos ou estrangeiros. O amor pelo esporte virou amor pela Roma. Acompanhado pelos tios e pelo irmão Riccardo, todos romanistas, Francesco começou a freqüentar os jogos no estádio Olimpico.
Se não tivesse se tornado um torcedor da Roma, Totti provavelmente teria iniciado a carreira na rival Lazio, que chegou na frente e fechou um acordo com a Lodigiani para levar o novo talento. É claro que a Roma sabia da existência de um atleta promissor, mas só conseguiu levá-lo porque se tratava de um apaixonado pelo clube.

## Carreira

### Clube

#### Roma
Em 1989, aos treze anos, colocou os pés no clube pela primeira vez. Continuava frequentando os jogos, mas já tinha a possibilidade de conviver com os ídolos. Admirava o atacante alemão Rudi Völler, mas principalmente o meia Giuseppe Giannini, de quem tinha vários pôsteres no quarto. Tímido nos primeiros contatos, Totti acabou por se tornar amigo de Giannini.
Um momento marcante veio em dezembro de 1990, quando foi apresentado ao então presidente Dino Viola. Era o dia da mensagem aos jogadores da categoria de base. Um por um, os garotos apertavam a mão do presidente. Na vez de Totti, Viola segurou sua mão. "Sei que você é muito bom. Continue assim", disse. Pouco depois, viria a primeira experiência com a seleção: convocado para a sub-14.
Um dos prêmios pelas boas atuações era o direito de trabalhar como gandula nos jogos do time principal. Em 1991, estava à beira do campo quando sofreu a primeira grande decepção: a perda da UEFA Cup contra a Inter. Também foi o ano de sua primeira lesão grave: no joelho, conseqüência das pancadas em um clássico contra a Lazio.
Totti teve de passar por uma artroscopia, mas se recuperou para continuar em sua ascensão rumo ao elenco profissional. A estreia veio já aos 16 anos, na vitória por 2 a 0 sobre o Brescia, dia 28 de março de 1993, promovida pelo técnico Vujadin Boskov. O presidente era Giuseppe Ciarrapico. Dino Viola havia morrido sem poder confirmar suas expectativas. Claudio Caniggia abriu o placar para a Roma aos 23 minutos do primeiro tempo. Quatro minutos depois, Siniša Mihajlović ampliou. No segundo tempo, Totti entrou no lugar de Ruggiero Rizzitelli.
Dias depois, toca o telefone na casa da família Totti. Fiorella atende, e do outro lado da linha está Ariedo Braida, diretor do Milan. "Senhora, Francesco seria acolhido no Milan com todas as honras. Seria acompanhado nos estudos. E a parte econômica não seria problema", disse Braida. A resposta veio sem pestanejar: "Francesco só quer a Roma".
Totti continuou jogando com a equipe de juniores, entrando vez ou outra na relação para as partidas do profissional. O salto definitivo viria com Carlo Mazzone, que assumiu o comando na temporada 1993-94. No dia 16 de dezembro, a Roma enfrentaria a Sampdoria pela Coppa Italia. Carlo Mazzone não tinha Ruggiero Rizzitelli, machucado, e também não contava com o argentino Abel Balbo.
Era a noite da estreia como titular. Depois de poucos minutos, ao tentar um drible, foi atingido por Pietro Vierchowod no meio do tornozelo. Os gritos de Totti ecoaram no Oimpico semi-vazio. Carlo Mazzone, revoltado, queria invadir o campo. Mas o garoto de 17 anos se levantou e continuou jogando até ser substituído a sete minutos do final. No vestiário, não viu o time ser eliminado nos pênaltis.
Carlo Mazzone acreditava tanto em Totti que criou uma relação especial com a família. Conversava com os pais sobre seu comportamento, acompanhava tudo com interesse. A Roma fazia uma campanha fraca na Serie A, mas o treinador contava com a confiança da diretoria.
No dia 6 de fevereiro de 1994, a derrota por 2 a 0 para o Milan deixou o time três pontos acima do rebaixamento. Foi o primeiro de oito jogos com participação de Totti naquele campeonato. Na rodada seguinte, foi titular contra a Sampdoria, mas a Roma perdeu novamente. A Serie B estava às portas e próximo jogo era justamente o clássico contra a Lazio.
Giuseppe Signori marcou logo aos 6 minutos de jogo, colocando a Lazio na frente. Totti entrou no segundo tempo e sofreu pênalti. Giannini perdeu. Mesmo assim, estava provado que era capaz de fazer a diferença em jogos importantes. A Roma acabou se salvando em uma disputa acirrada: ficou em sétimo lugar, mas apenas cinco pontos acima do grupo dos rebaixados.
Na temporada 1994-95, dias antes de completar 18 anos, Totti marcou seu primeiro gol na Serie A. Foi no empate por 1 a 1 contra o Foggia, na primeira rodada. A foto do lance ocupa até hoje um lugar de destaque na casa do craque. "Quando voltei para casa, só lembrava que tinha fome. Saí com meu irmão para tomar um sorvete. Sonhei com aquilo por tanto tempo, e quando chegou não parecia verdade", conta. Na temporada seguinte, já era titular indiscutível.
Em 1996 veio a primeira grande satisfação atuando pela Itália: o título do Europeu Sub-21. Na semifinal contra a França, entrou no lugar do companheiro de equipe Marco Delvecchio e marcou o gol da vitória. Jogou como titular a decisão contra a Espanha, mas saiu a 16 minutos do fim e não participou da vitoriosa decisão por pênaltis.
Totti já havia sido lembrado até pelo técnico da seleção principal, Arrigo Sacchi, que o chamou para um período de treinamentos em fevereiro de 1996. A convocação foi dedicada a Mazzone, que no final daquela temporada deixou o clube.
O argentino Carlos Bianchi chegou credenciado à Roma, mas sua passagem ficou marcada pela dificuldade no relacionamento com os atletas e em indefinições táticas. Totti entrava e saía do time. Foi um momento difícil para ele, que estava com 20 anos e precisava jogar com freqüência para se estabelecer entre os principais jogadores do país.
A Sampdoria chegou a sondar a Roma para levá-lo por empréstimo. O Benfica tentou a sua contratação a título definitivo. Mas no fim das contas a corda rompeu do lado de Bianchi. Não completou a temporada. Para 1997, chegou o tcheco Zdenek Zeman, que seria o responsável pela explosão de Totti como jogador. Com apenas 21 anos, foi nomeado capitão do time. Atuando mais adiantado, descobriu seu lugar ideal em campo.
Marcou 13 gols na temporada e 12 na seguinte, que marcou sua estreia na seleção principal: dia 10 de outubro de 1998, contra a Suíça, em Udine, convocado por Dino Zoff. Em 1998-99, balançou as redes nos dois clássicos contra a Lazio: empate por 3 a 3 no primeiro turno, e o último nos 3 a 1 do segundo.
Titular, capitão, ídolo do time do coração. O que Totti poderia querer mais? Ser campeão. O técnico que chegou ao clube em 1999 - Fabio Capello -, entendia disso como poucos. Após um ano de transição, o time foi para a temporada 2000-01 com um elenco capaz de disputar nas cabeças. O presidente Franco Sensi foi buscar nomes como Gabriel Batistuta, Emerson e Walter Samuel.
Totti chegava de uma boa participação na Euro 2000, com atuações de destaque na campanha da Itália. O título escapou na final contra a França em questão de segundos, mas o prestígio do romanista estava mais em alta do que nunca. Maduro, soube assumir suas responsabilidades com o time, que se aproximava cada vez mais do primeiro título desde 1983, quando Falcão era o Rei de Roma.

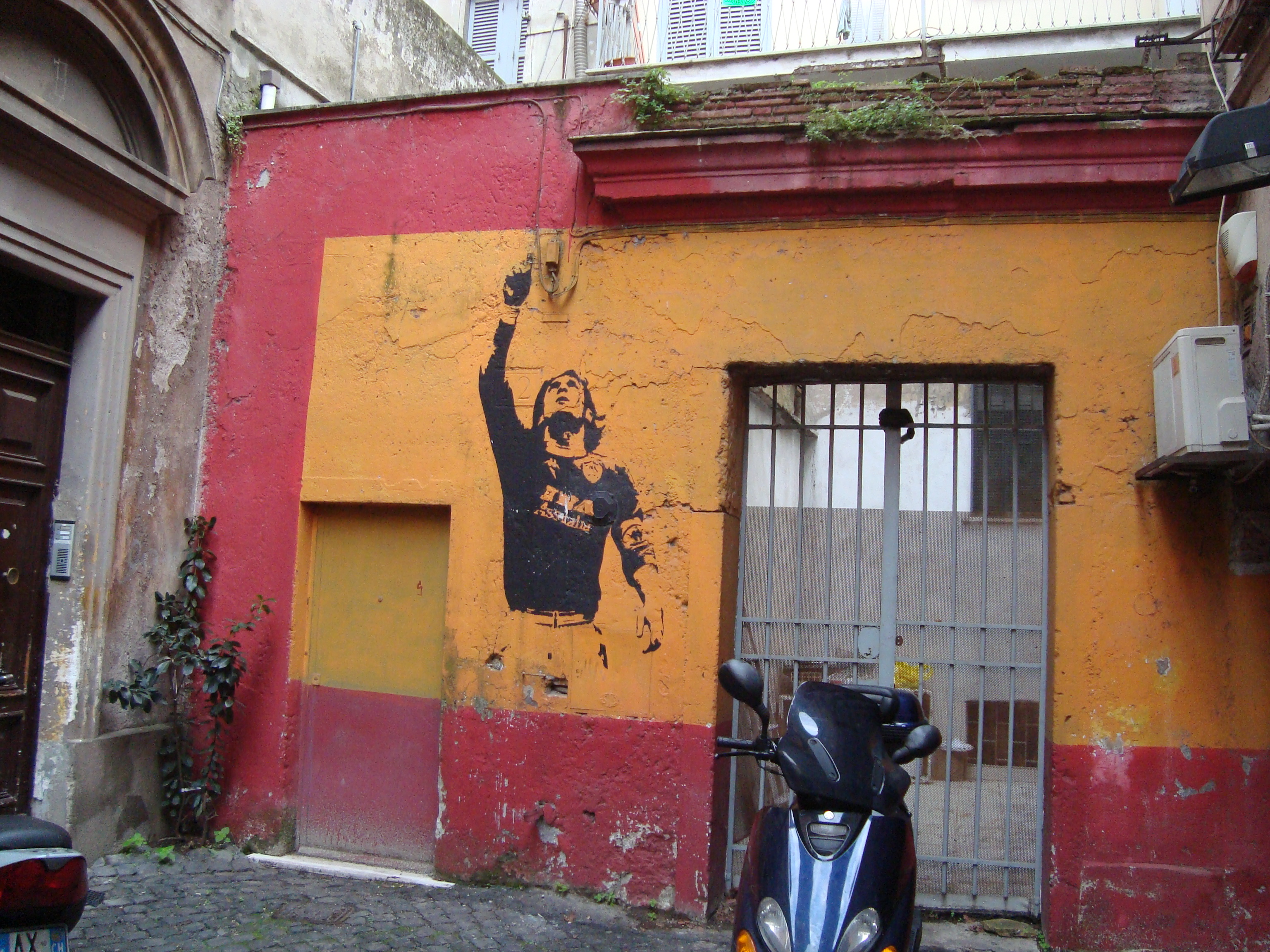
Imagem de Totti no rione Monti depois da conquista do scudetto de 2001.

Dia 17 de junho de 2001, a Roma entrava em campo contra o Parma dependendo apenas de seu resultado para ficar com o scudetto. Totti marcou o primeiro gol - seu 13º no campeonato -, e abriu o caminho para a vitória por 3 a 1. Tinha 24 anos, e a Itália estava aos seus pés. No mesmo ano o Capitano venceria ainda a Supercoppa italiana contra a Fiorentina, inclusive marcando gol no êxito por 3 a 0.
Na temporada seguinte, o sonho do bi bateu na trave. A Roma ficou com o vice, um ponto atrás da Juventus. Já 2002-03 foi decepcionante para a Roma, com um modesto oitavo lugar, mas em 2003-04 veio outra grande participação. Totti leva muito do mérito, com a impressionante marca de 20 gols. Mas o Milan foi ainda melhor e ficou com o título.
Em 2004-05 a Roma ficou em oitavo lugar na Serie A, mas ganhou o acesso à UEFA Cup por ter chegado à final da Coppa Italia contra a Inter, perdendo-a. No empate por 3 a 3 com a Inter, dia 3 de outubro de 2004, pelo campeonato italiano, alcançou a marca de 100 gols pela Serie A.
A temporada 2005-06 é a primeira temporada de Luciano Spalletti no comando da Roma. O mais importante ponto foi o record absoluto de onze vitórias consecutivas no campeonato, alcançado com a vitória no derby com a Lazio, por 2 a 0 (seria superado posteriormente pela Internazionale). Em fevereiro de 2006, Totti sofre uma série lesão durante Roma e Empoli, mas mesmo assim se recuperou  a tempo de disputar a Copa de 2006.
Em 2006-07, levanta a taça de campeão da Coppa Italia. Na final diante da Inter, depois de um massacre romanista por 6 a 2 em casa, com direito a gol de Totti com 51 segundos de jogo, a Roma perde na partida de volta no Giuseppe Meazza por 2 a 1, não sendo suficiente para os nerazzurri reverterem a situação. No campeonato, a Roma ficara novamente com o vice. Francesco marcou 26 gols e foi artilheiro, de quebra, ganhou a Chuteira de Ouro da Europa.

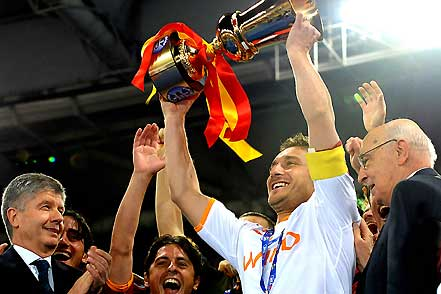
Totti levanta a Copa da Itália 2007-08: a segunda de sua carreira.

Na temporada 2007-08 a Roma é novamente vice-campeã italiana em um título disputado até a última rodada contra a velha conhecida Internazionale. Mas o troco vem pela segunda vez consecutiva na Coppa Italia. Desta vez em uma final com partida única no estádio Olímpico, a Roma triunfou por 2 a 1 e conquistou o bicampeonato e o nono título no total, tornando-se a maior vencedora da competição ao lado da Juventus. Nessa temporada, Totti alcançou a marca de 200 gols com a camisa da Roma em 16 de janeiro de 2008, durante a partida de volta pelas oitavas-de-final da Coppa Italia contra o Torino: 4 a 0, com direito a dois tentos de Francesco.
Em 2008-09, sucessivas lesões impedem que consiga regularidade numa fraca temporada da Roma. Na temporada subsequente, os 33 anos ainda não parecem pesar e, em grande fase, ajuda a conduzir o clube junto ao novo treinador Claudio Ranieri a um vice-campeonato italiano disputado até a última rodada ante a Inter; o clube giallorosso também fica com o segundo lugar da Coppa Italia sendo superado pela mesma equipe nerazzurra.
A stagione 2010-11 - com Ranieri caindo e o ex-companheiro Vincenzo Montella assumindo interinamente -, é outra temporada apagada romanista, com Totti sempre figurando como diferencial. A venda do clube em 2011-12 para proprietários estadunidenses traz esperanças de mais glórias,  mas pouco resultado se vê no time agora comandado por Luis Enrique; Totti joga 31 partidas e marca 8 gols.
Individualmente, a temporada 2012-13 foi de esmero técnico, muito proporcionado pela ofensividade de Zdeněk Zeman, que comandou o clube durante mais de sua metade, até ser substituído por Aurelio Andreazzoli. Totti não marcou muito - foram 12 gols em 37 jogos -, porém suficientes para alcançar o segundo lugar na classificação de maiores marcadores de todos os tempos da Serie A. No mais, a sua Roma amargou um sexto lugar no campeonato italiano e um vice-campeonato para a rival citadina Lazio na Coppa Italia.
Com o francês Rudi Garcia de treinador em 2013-14, a Roma voltou a fazer uma grande temporada, angariando o vice-campeonato italiano e, junto com ele, a vaga para a próxima Liga dos Campeões. Totti, sempre pilar da equipe, contribuiu com 8 tentos em 29 partidas. Na temporada seguinte conseguiu mais uma vez o vice campeonato italiano, garantindo a Roma na fase de grupo da Champions League.
Em partida válida pela quinta rodada da Série A de 2015-16, contra o Sassuolo, chegou a marca de 300 gols com a camisa giallorossi, em jogo que terminou 2 a 2.

## Seleção Italiana
Totti endossou a camisa de várias categorias jovens da seleção italiana antes de chegar à principal. Em 8 de maio de 1993, a seleção sub-16 de Sergio Vatta perde de 1 a 0 para a Polônia na final do campeonato europeu da categoria, com Totti ausente por suspensão.
Com a sub-18, em julho de 1995, foi novamente vice-campeão europeu após revés de 4 a 1 para a Espanha, em que marcou o único gol dos azzurrini. No ano sucessivo, Totti venceu o campeonato europeu sub-21 na decisão contra a mesma Espanha após pênaltis.
Em 1997 a Itália sub-23 conquista o ouro nos Jogos do Mediterrâneo. Totti foi um dos melhores jogadores do torneio e na final realizou dois dos cinco gols da equipe italiana (5 a 1 contra a Turquia).

Totti durante a UEFA Euro 2000.

Em 1998, não bastasse a temporada que o indicava como uma das maiores promessas do futebol italiano, o então treinador Cesare Maldini decidiu por fim não incluí-lo na convocação para a Copa do Mundo. O debute na seleção principal aconteceu somente após o mundial francês, em 10 de outubro, em uma vitória da Itália por 2 a 0 sobre a Suíça pelas eliminatórias da Euro 2000. Faz o seu primeiro gol azzurro em 20 de abril de 2000, no amistoso Itália-Portugal terminado em 2 a 0 para os mandantes.
A UEFA Euro 2000, sediada na Bélgica e Países Baixos, contempla grandes apresentações de Totti. Na competição, faz dois gols: contra os anfitriões belgas na primeira fase e contra a Romênia nas oitavas-de-final. Na semifinal, jogada contra a dona da casa Holanda, Totti, que entrou no segundo tempo, desfere uma cavadinha na vitoriosa decisão por pênaltis. O título escapou por detalhes na final ante os franceses.
A Copa do Mundo FIFA de 2002 viu uma Itália ser eliminada logo nas oitavas no confronto contra os sul-coreanos. Totti foi expulso no curso na partida pelo árbitro Byron Moreno em um lance discutível.
Na UEFA Euro 2004, participou apenas da primeira partida com a seleção de Giovanni Trapattoni. As câmaras de televisão flagraram uma cusparada no dinamarquês Christian Poulsen. Ele pegou três jogos de suspensão e não teve a oportunidade de voltar à equipe, que não conseguiu passar da primeira fase.
Totti fala com certa mágoa sobre a reação da opinião pública: "Estou consciente de que um grande jogador tem de se comportar de maneira exemplar em todos os níveis, sobretudo no que diz respeito ao fair play. Mas vendo como sempre me comportei, tanto dentro quanto fora de campo, esperava maior compreensão".
| “ | Depois da Eurocopa, pensei até em parar com a seleção. Mas me dei conta de que uma decisão do tipo só daria razão aos meus detratores. Queria viver novamente momentos como a Euro 2000, quando chegamos a um passo do título. Para ser uma lenda do futebol, não basta jogar bem e vencer com o próprio clube. É preciso conseguir o mesmo com a seleção. | ” |

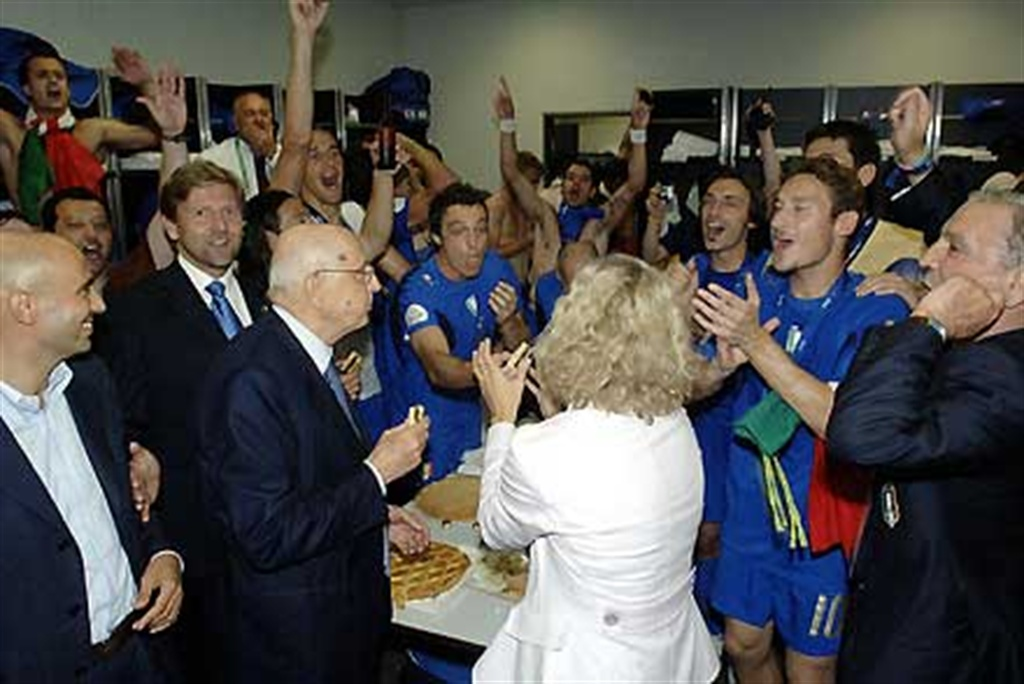
Totti, à direita, comemora o título da Copa do Mundo FIFA de 2006.

O ano de 2006 chega e em fevereiro Totti contrai uma lesão gravíssima, após dividir uma bola com Richard Vanigli, em um Roma e Empoli pela Serie A. A recuperação de três meses se deu a tempo de ser convocado por Marcello Lippi para o Mundial daquele ano. Totti coleciona sete jogos, quatro assistências e um gol. Este decisivo nas oitavas-se-final contra a Austrália. Na final contra a França, sagra-se campeão do mundo e é inserido pela FIFA no elenco dos 23 melhores do torneio.
Após o Mundial da Alemanha, Totti exprime provisoriamente não querer ser chamado à seleção. Todavia, em 20 de julho de 2007, declara:
| “ | O meu problema principal é físico. Com os problemas que tenho no joelho, tornozelo e costas não posso jogar simultaneamente por Roma e seleção. Descobri um número máximo de jogos que posso fazer por ano. E, para isso, infelizmente tenho de renunciar à seleção, porque à Roma não posso, é a prioridade. | ” |

Durante toda a militância azzurra, da estreia em 1998 ao abandono em 2006, Totti atuou em 58 jogos e marcou 9 gols.

## Vida pessoal
Desde junho de 2005 Totti é casado com a modelo e apresendatora de televisão Ilary Blasi. Têm 3 filhos: Cristian, nascido em 5 de novembro de 2005; Chanel, nascida em 2007 e Isabel, nascida em março de 2016.
O ídolo no esporte é o tenista Roger Federer, descrito por Totti como "tecnicamente brilhante, forte fisicamente e dotado de uma mentalidade vencedora". Se pudesse ser outra pessoa, seria o ator Roberto Benigni. "Ele teve sucesso graças à própria simplicidade. É um homem honesto, natural, não deixou o sucesso subir à cabeça", explica.
E o futuro mais distante, quando acabar a carreira de jogador? Totti não pretende permanecer no meio do futebol. "É um mundo que não me agrada. Tem muita gente falsa que não ama o futebol, só o dinheiro. Eu gostaria de ensinar futebol a crianças, por exemplo. Talvez não em um clube, mas em uma escolinha especializada".
Em resumo, quem é Francesco Totti? Com a palavra, o próprio:
| “ | Sou um rapaz simples, sincero e altruísta. Mas não é essa a imagem que o público tem de mim, porque não gosto de mostrar meus verdadeiros sentimentos. Não sou nem arrogante, nem indolente. É só uma maneira de me proteger contra os inconvenientes da popularidade. | ” |

## Estatísticas

### Clube
| Equipe            | Temporada         | Campeonato nacional | Campeonato nacional | Copa nacional | Copa nacional | Competições continentais | Competições continentais | Outros torneios[a] | Outros torneios[a] | Total | Total |
| Equipe            | Temporada         | Jogos               | Gols                | Jogos         | Gols          | Jogos                    | Gols                     | Jogos              | Gols               | Jogos | Gols  |
| ----------------- | ----------------- | ------------------- | ------------------- | ------------- | ------------- | ------------------------ | ------------------------ | ------------------ | ------------------ | ----- | ----- |
| Roma              | 1992–93           | 2                   | 0                   | —             | —             | —                        | —                        | —                  | —                  | 2     | 0     |
| Roma              | 1993–94           | 8                   | 0                   | 2             | 0             | —                        | —                        | —                  | —                  | 10    | 0     |
| Roma              | 1994–95           | 21                  | 4                   | 4             | 3             | —                        | —                        | —                  | —                  | 25    | 7     |
| Roma              | 1995–96           | 28                  | 2                   | 1             | 0             | 7                        | 2                        | —                  | —                  | 36    | 4     |
| Roma              | 1996–97           | 26                  | 5                   | 1             | 0             | 3                        | 0                        | —                  | —                  | 30    | 5     |
| Roma              | 1997–98           | 30                  | 13                  | 6             | 1             | —                        | —                        | —                  | —                  | 36    | 14    |
| Roma              | 1998–99           | 31                  | 12                  | 3             | 1             | 8                        | 3                        | —                  | —                  | 42    | 16    |
| Roma              | 1999–00           | 27                  | 7                   | 2             | 0             | 5                        | 1                        | —                  | —                  | 34    | 8     |
| Roma              | 2000–01           | 30                  | 13                  | 2             | 1             | 3                        | 2                        | —                  | —                  | 35    | 16    |
| Roma              | 2001–02           | 24                  | 8                   | —             | —             | 11                       | 3                        | 1                  | 1                  | 36    | 12    |
| Roma              | 2002–03           | 24                  | 14                  | 5             | 3             | 6                        | 3                        | —                  | —                  | 35    | 20    |
| Roma              | 2003–04           | 31                  | 20                  | —             | —             | 1                        | 0                        | —                  | —                  | 32    | 20    |
| Roma              | 2004–05           | 29                  | 12                  | 7             | 3             | 4                        | 0                        | —                  | —                  | 40    | 15    |
| Roma              | 2005–06           | 24                  | 15                  | 2             | 0             | 3                        | 2                        | —                  | —                  | 29    | 17    |
| Roma              | 2006–07           | 35                  | 26                  | 5             | 2             | 9                        | 4                        | 1                  | 0                  | 50    | 32    |
| Roma              | 2007–08           | 25                  | 14                  | 3             | 3             | 6                        | 1                        | 1                  | 0                  | 35    | 18    |
| Roma              | 2008–09           | 24                  | 13                  | —             | —             | 7                        | 2                        | 1                  | 0                  | 32    | 15    |
| Roma              | 2009–10           | 23                  | 14                  | 2             | 0             | 6                        | 11                       | —                  | —                  | 31    | 25    |
| Roma              | 2010–11           | 32                  | 15                  | —             | —             | 7                        | 2                        | 1                  | 0                  | 40    | 17    |
| Roma              | 2011–12           | 27                  | 8                   | 2             | 0             | 2                        | 0                        | —                  | —                  | 31    | 8     |
| Roma              | 2012–13           | 34                  | 12                  | 3             | 0             | —                        | —                        | —                  | —                  | 37    | 12    |
| Roma              | 2013–14           | 26                  | 8                   | 3             | 0             | —                        | —                        | —                  | —                  | 29    | 8     |
| Roma              | 2014–15           | 27                  | 8                   | 2             | 0             | 7                        | 2                        | —                  | —                  | 36    | 10    |
| Roma              | 2015–16           | 13                  | 5                   | —             | —             | 2                        | 0                        | —                  | —                  | 15    | 5     |
| Roma              | 2016–17           | 18                  | 2                   | 4             | 1             | 6                        | 0                        | —                  | —                  | 28    | 3     |
| Total na carreira | Total na carreira | 619                 | 250                 | 59            | 18            | 103                      | 38                       | 5                  | 1                  | 786   | 307   |

- a. ^ Em outros, incluindo jogos pela Supercopa da Itália .

### Seleção Italiana
| Ano   | Jogos | Gols |
| ----- | ----- | ---- |
| 1998  | 3     | 0    |
| 1999  | 6     | 0    |
| 2000  | 12    | 4    |
| 2001  | 6     | 1    |
| 2002  | 6     | 0    |
| 2003  | 5     | 1    |
| 2004  | 6     | 2    |
| 2005  | 5     | 0    |
| 2006  | 9     | 1    |
| Total | 58    | 9    |

## Títulos
Roma
- Serie A: 2000–01
- Supercopa da Itália: 2001 e 2007
- Copa da Itália: 2006–07 e 2007–08

Seleção Italiana Sub-21
- Campeonato Europeu Sub-21: 1996

Seleção Italiana Sub-23
- Jogos do Mediterrâneo: 1997

Seleção Italiana
- Copa do Mundo FIFA: 2006

### Prêmios individuais
- Guerin d'Oro: 1998 e 2004
- Oscar do futebol AIC (Associação Italiana de Jogadores): Melhor jogador jovem: 1999
- Man of the Match da final Itália-França da Euro 2000
- Seleção da Euro 2000
- Oscar do futebol AIC (Associação Italiana de Jogadores): Melhor jogador: 2000, 2003
- Oscar do futebol AIC (Associação Italiana de Jogadores): Melhor jogador italiano: 2000, 2001, 2003, 2004, 2007
- Equipe do ano ESM (European Sports Magazines): 2000–01, 2003–04, 2006–07
- FIFA 100
- Melhor gol: 2005 (Inter 2-3 Roma, segundo gol), 2006 (Sampdoria 2-4 Roma, quarto gol)
- All-Star Team da Copa do Mundo de 2006
- Artilheiro do Campeonato Italiano: 2006–07 (26 gols)
- Chuteira de Ouro da UEFA: 2006–07
- USSI Pallone d'Argento: 2007–08
- Golden Foot: 2010
- Equipe dos sonhos da EURO Sub-21: 2014[7]
- Jogador mais velho ao marcar na Liga dos Campeões da UEFA: 2014–15
- 96º melhor jogador do ano de 2016 (The Guardian)[8]

Ballon d'Or
- 2000 – 14º (7 votos)
- 2001 – 5º (57 votos)
- 2002 – nomeado (Top 50)
- 2003 – 18º (3 votos)
- 2004 – nomeado (Top 50)
- 2007 – 10º (20 votos)

Melhor jogador do mundo pela FIFA
- 2000 – 10º (14 votos)
- 2001 – 10º (40 votos)
- 2002 – 14º (9 votos)

Jogador do Ano World Soccer
- 2000 – 7º
- 2001 – 4º
- 2007 – 7º